# Şükrü Sina Gürel
Şükrü Sina Gürel, né le 1er janvier 1950 à İzmir en Turquie, est un homme politique et universitaire turc.

## Formation
Il entre au Robert College l'une des plus anciennes et prestigieuses école privées américaines en Turquie et quitte ce lycée pour aller aux États-Unis et termine ses études secondaires au Illinois Maine Township High School (Chicago Des Plaines), il est diplômé de la faculté des sciences politiques d'Université d'Ankara.

## Carrière universitaire
Il est assistant dans la faculté des sciences économiques et administratives de l'Université de l'Égée (1973-1976), Il travaille entre 1976-1995 dans la faculté des sciences politiques de l'Université d'Ankara d'abord comme maître de conférences (1984), puis professeur (1990).
Il enseigne ODTÜ, Université de Denver, Université Bilkent, Université Doğuş, Université Beykent, Université Okan ve Université Aydın d'Istanbul. Il est encore enseignant dans la faculté des sciences économiques et administratives de l'Université Atılım.
Entre 1981-1982 il est membre de comité de rédaction de magazine politique Arayış de leader politique de centre gauche Bülent Ecevit

## Carrière politique
Il adhère au DSP en 1991, Il est élu député d'Izmir en 1995 et en 1999. Entre 1997-2002, il est ministre d'État chargé de question de Chypre et porte-parole de gouvernement, il est chargé des affaires européennes entre 1997-1999. Il est vice-premier ministre et ministre des affaires étrangères du 12 juillet 2002 au 18 novembre 2002. Il quitte le DSP en 2007 et rejoint le CHP et quitte le dernier en 2022 pour rejoindre le parti de la Victoire.